# Sól ziemi (1996)
Sól ziemi. Chrześcijaństwo i Kościół katolicki na przełomie tysiącleci. Z kardynałem Josephem Ratzingerem rozmawia Peter Seewald – wywiad-rzeka z prefektem Kongregacji Nauki Wiary kardynałem Josephem Ratzingerem przeprowadzony przez Petera Seewalda – niemieckiego dziennikarza. Kardynał odpowiada na pytania na temat sytuacji Kościoła katolickiego we współczesnym świecie, wyjaśnia swoje stanowisko m.in. w takich sprawach jak celibat, hierarchiczna struktura władzy w Watykanie, niesakramentalne małżeństwa, antykoncepcja, aborcja i kapłaństwo kobiet. Przedstawia również swoje poglądy na temat kondycji duchowej współczesnego człowieka, przyszłości Kościoła katolickiego i relacjami między nim a innymi wyznaniami i religiami. Publikacja spotkała się z dużym zainteresowaniem w Niemczech i innych krajach. W Polsce ukazała się w 2005 roku nakładem wydawnictwa ZNAK.